# Richard Buck
Pour les articles homonymes, voir Buck.
Richard Thomas Buck (né le 14 novembre 1986 à Grimsby, dans le Lincolnshire) est un athlète britannique spécialiste du 400 mètres. Son club est le Nestle Rowntree AC.

## Carrière
Sixième du relais 4 × 400 m lors des Championnats du monde d'Osaka en 2007, il participe sur 400 m aux Championnats du monde en salle de 2008 de Valence où il est éliminé au stade des demi-finales. Lors des Championnats d'Europe en salle 2009 de Turin, le Britannique se classe cinquième de l'épreuve individuelle (46 s 93), mais s'adjuge en fin de compétition la médaille d'argent du 4 × 400 m aux côtés de Nick Leavey, Nigel Levine et Philip Taylor (3 min 07 s 04).
En début de saison 2010, Richard Buck se classe troisième du relais 4 × 400 m des Championnats du monde en salle de Doha derrière les États-Unis et la Belgique.

### Palmarès
| Date | Compétition                       | Lieu        | Résultat | Épreuve   |               |
| ---- | --------------------------------- | ----------- | -------- | --------- | ------------- |
| 2007 | Championnats d'Europe espoirs     | Debrecen    | 5e       | 400 m     |               |
| 2007 | Championnats d'Europe espoirs     | Debrecen    | 5e       | 4 × 400 m |               |
| 2007 | Championnats du monde             | Osaka       | 6e       | 4 × 400 m |               |
| 2009 | Championnats d'Europe en salle    | Turin       | 5e       | 400 m     |               |
| 2009 | Championnats d'Europe en salle    | Turin       | 2e       | 4 × 400 m |               |
| 2010 | Championnats du monde en salle    | Doha        | 3e       | 4 × 400 m |               |
| 2011 | Championnats d'Europe en salle    | Paris       | 3e       | 400 m     |               |
| 2011 | Championnats d'Europe en salle    | Paris       | 2e       | 4 × 400 m |               |
| 2012 | Championnats du monde en salle    | Istanbul    | 2e       | 4 × 400 m |               |
| 2012 | Championnats d'Europe             | Helsinki    | 2e       | 4 × 400 m |               |
| 2013 | Championnats d'Europe en salle    | Göteborg    | 1er      | 4 × 400 m |               |
| 2013 | Championnats d'Europe par équipes | Gateshead   | 1er      | 4 × 400 m |               |
| 2015 | Championnats d'Europe par équipes | Tcheboksary | 2e       | 4 x 400 m | 3 min 00 s 54 |

### Records
| Épreuve | Épreuve      | Performance | Lieu       | Date            |
| ------- | ------------ | ----------- | ---------- | --------------- |
| 400 m   | En plein air | 45 s 61     | Genève     | 2 juin 2012     |
| 400 m   | En salle     | 45 s 88     | Birmingham | 18 février 2012 |